# Ashot Nadanian

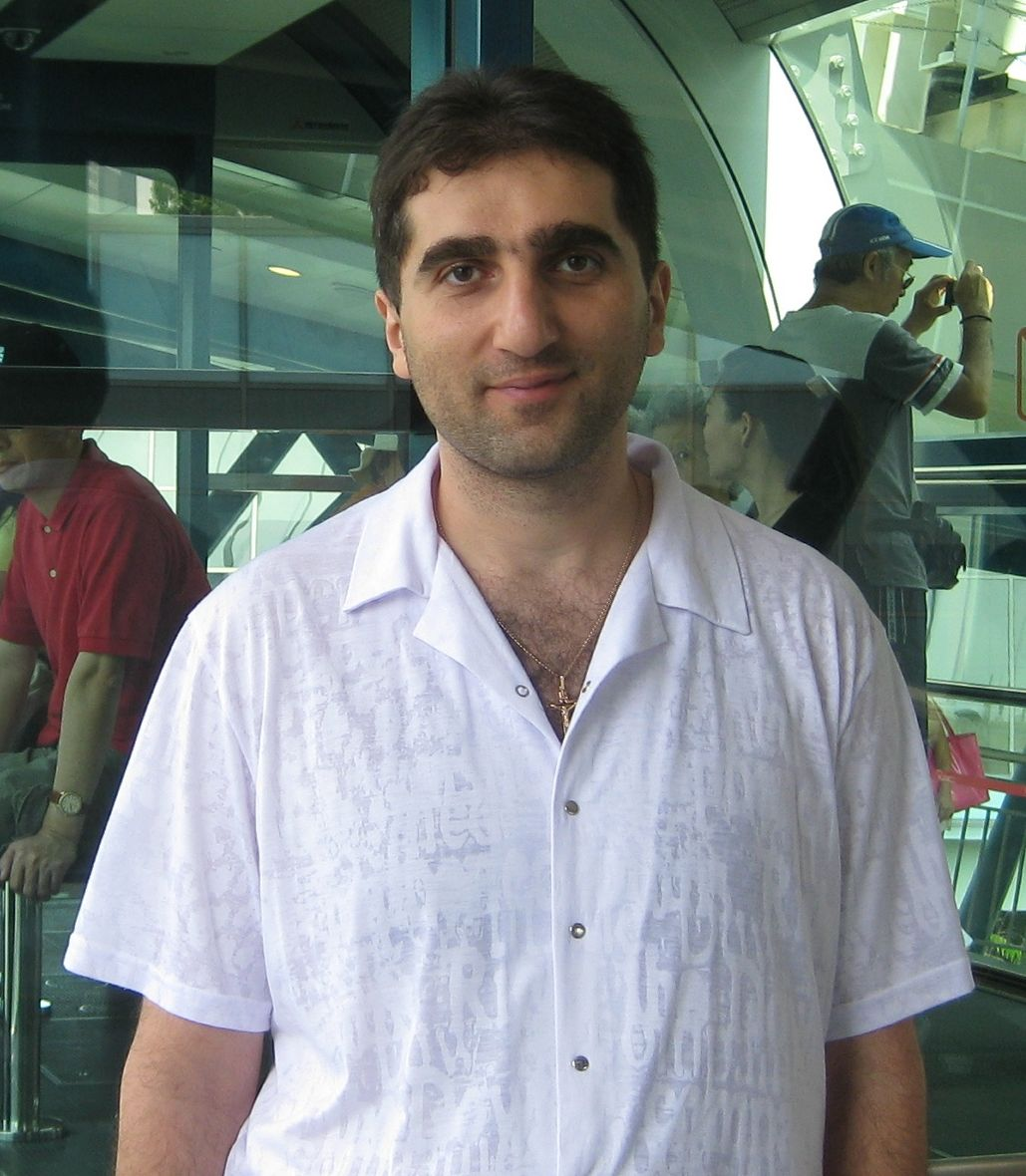
Ashot Nadanian

Ashot Nadanian (Armeens: Աշոտ Նադանյան; Russisch: Ашот Наданян) (Bakoe, 19 september 1972) is een Armeense schaker met een FIDE-rating van 2436 in 2008. Hij is sinds 1997 een Internationaal Meester (IM). Nadanian is een FIDE trainer, schaaktheoreticus en schaakcoach. 
Twee openingsvarianten zijn naar hem genoemd: de Nadanian-variant in de Grünfeld-Indische verdediging en de Nadanian-aanval in de damepionopening.

Op 22-jarige leeftijd begon hij met coachen en drie van zijn pupillen werden grootmeester (GM). Ook coachte hij de nationale teams van Koeweit en Singapore en ontving hij in 1998 de titel Honoured Coach of Armenia. Sinds 2017 is hij een FIDE Senior Trainer. Since 2011 is hij de vaste secondant van Levon Aronian. 
Hij was een sterke speler die deelnam aan de Schaakolympiade van 1996 en zich net niet kwalificeerde voor het FIDE Wereldkampioenschap 1999, toch bereikte hij nooit zijn potentiële niveau. Volgens Valeri Tsjechov kwam dit door gebrek aan tijd bij Nadanian, volgens Levon Aronian werd Nadanian sterk belemmerd door de situatie in Armenië.
Door zijn originele aanvallende stijl, is Nadanian beschreven als een "schaakartiest", een "briljante excentriekeling", de "Armeense Mikhail Tal" en de "half-broer van Kasparov".  Hoofdstuk 6 van het boek Genius in the Background uit 2009, geschreven door de schaker Tibor Károlyi, is gewijd aan Nadanian.

## Beginjaren
Nadanian werd geboren op 19 september 1972 in Bakoe, Azerbeidzjan, dat toen onderdeel uitmaakte van de Sovjet-Unie. Zijn ouders Sergei en Irina waren beiden kapper. Toen hij 7 jaar oud was, leerde zijn vader hem schaken. Zijn eerste coach was Rafael Sarkisov, die hem onder zijn hoede nam bij Spartak in Bakoe. In zijn artikel The Voiceless Old Man beschrijft Nadanian dat toen hij 9 of 10 jaar oud was, er vrijwel geen schaaktoernooien waren waarin jonge spelers konden spelen tegen volwassenen, en dat hij daarom vaak naar het park in de buurt van zijn huis ging om daar te schaken tegen oudere schaakliefhebbers. Hij herinnert zich dat een van deze partijen was tegen een mysterieuze, zwijgende vreemdeling, die later de zeer gerespecteerde kampioen Vladimir Makogonov bleek te zijn. In 1986 en 1987 won Nadanian het Azerbeidzjaanse kampioenschap voor spelers tot 16 jaar. Toen de eerste oorlog in Nagorno-Karabach begon in 1988, verliet zijn familie noodgedwongen Bakoe en vluchtte naar Armenië.

## Schaakcarrière
Nadanian speelde in de toernooien om het juniorenkampioenschap van de Sovjet-Unie in de jaren 1987, 1988 en 1989, in de Armeense Schaakkampioenschappen van 1997, 1998 en 1999 (7e–8e), in de 32e Schaakolympiade in Yerevan in 1996, in de 13e European Chess Club Cup in 1997, in het Zonetoernooi met 72 deelnemers in Panormos in 1998, waar hij gedeeld 7e–11e eindigde, in het Europees kampioenschap schaken van 2000 en van 2014 en in de FIDE Wereldkampioenschappen Rapidschaak en Blitzschaak 2013 in Chanty-Mansiejsk. In 2014 speelde hij aan bord 4 van het team BKMA Yerevan dat een zilveren medaille behaalde in het Armeense schaakkampioenschap voor teams.
Zijn verdere resultaten zijn: 
- Częstochowa Open, Polen, 1992: gedeeld 1e–2e[20]
- Tbilisi Open, Georgië, 1996: 1e[21]
- Pasanauri Open, Georgië, 1997: gedeeld 1e–2e[22]
- New York Open (B-groep), VS, 1998: gedeeld 4e–7e[23]
- Aeroflot Open (A-groep), Moskou, Rusland, 2002: 35e[24]
- Estrin Memorial, Moskou, Rusland, 2002: 5e[25]
- Aeroflot Open (B-groep), Moskou, Rusland, 2004: gedeeld 5e–15e[26]
- Goldberg Memorial, Moskou, Rusland, 2004: gedeeld 2e–3e[27]
- IGB Dato Arthur Tan Malaysia Open, Kuala Lumpur, Maleisië, 2006: gedeeld 6e–10e[28]
- ASEAN Masters Circuit GMB, Tarakan, Indonesië, 2008: gedeeld 2e–3e[29]
- IGB Dato Arthur Tan Malaysia Open, Kuala Lumpur, Maleisië, 2008: 3e–7e[30]
- Korea Open toernooi, Seoul, Zuid-Korea, 2008: gedeeld 6e–10e[31]
- Singapore Rapidschaak kampioenschap, Singapore, 2010: 2e[32]
- Schaakkampioenschap van de stad Jerevan, Armenië, 2011: gedeeld 2e–4e[33]
- Karen Asrian Memorial, Jermuk, Armenië, 2011: gedeeld 7e–13e[34]
- Andranik Margaryan Memorial, Jerevan, Armenië, 2012: gedeeld 2e–4e[35]
- Armeens kampioenschap rapidschaak, Jerevan, Armenië, 2012: gedeeld 7e–10e[36]
- Batumi Municipality Cup, Batoemi, Georgië, 2016: gedeeld 5e–8e[37]
- Armeens kampioenschap rapidschaak, Jerevan, Armenië, 2017: gedeeld 6e–11e[38]

## Speelsterkte en speelstijl
In juli 1997 bereikte Nadanian de Elo-rating 2475.  Zijn beste toernooiprestatie was in 2002 in Moskou op het Aeroflot Open, waar hij 5 pt. uit 9 behaalde (56%), zijn eerste GM-norm. Zijn tweede GM-norm behaalde hij in 2004 in Moskou, waar hij 8 pt. uit 11 behaalde met een performance rating 2630.
Zijn United States Chess Federation (USCF) rating, gebaseerd op 9 partijen van het New York Open 1998, is 2655.
Nadanian heeft een originele en avontuurlijke stijl, en zelfs zijn fouten bevatten volgens de schaker Tibor Károlyi "creatieve elementen".  Direct vanuit de opening probeert hij een frisse a-typische positie op te bouwen, vaak gebruikmakend van bizarre manoeuvres om zijn doel te bereiken. Minder gebruikelijke openingen (bv. Sokolsky Opening 1.b4, Boedapestgambiet) zijn altijd onderdeel van zijn openingsrepertoire geweest.
Het schaakmagazine Kingpin noemde hem een "briljante excentriekeling". In het boek Genius in the Background van Tibor Károlyi, uit 2009, wordt Nadanian in een apart hoofdstuk besproken en daarin de "halfbroer van Kasparov" genoemd, waarmee wordt gedoeld op het feit dat ze beiden werden gecoacht door Alexander Shakarov, en op de overeenkomsten in hun speelstijlen.  In het bijzonder wijst Károlyi op het vermogen van beiden om aan de rand van het bord effectief te zijn. Als voorbeeld van flankspel noemt John L. Watson in zijn boek Chess Strategy in Action uit 2003 de partij Nadanian – Ponomariov, Kiev 1997, en noemt het bijna satire vanwege het breken met de regels van de opening. Van de eerste 13 zetten van wit zijn er 9 pionzetten en slechts één daarvan was met een centrumpion, en toch kreeg zwart een uiterst moeilijke stelling.
Levon Aronian, winnaar van de Wereldbeker schaken in 2005, zei over Nadanian dat zijn passie voor schoonheid en voor de romantische benadering van het schaken altijd inspirerend geweest zijn. GM Valeri Tsjechov merkte op dat naast zijn kwaliteiten zoals een subtiel begrip van dynamische posities, goed gevoel voor initiatief en snel kunnen denken, zijn spel ook enkele negatieve aspecten kent, zoals een beperkt openingsrepertoire, slecht verdedigen, en de psychologische kant van het spel.
Mark Dvoretsky (1947 - 2016) schreef in zijn boek Chess Lessons: Solving Problems & Avoiding Mistakes het volgende: (vertaald) "Ashot Nadanian is een multi-getalenteerd man, en ik heb zijn boek Moyi Shakmaty (My Chess) met veel plezier gelezen. Hij is een interessante speler, en een informatieve en objectieve commentator, en zijn schrijfstijl is "smakelijk". Bij het tonen van zijn beste partijen en onverwachte, spectaculaire ideeën, probeert Nadanian ons niet te overtuigen dat al zijn nieuwtjes foutloos zijn en voorziet de lezer van de resultaten van een objectieve analyse."

## Schaaktheoreticus
Nadanian heeft als bijdragen aan de openingstheorie twee naar hem genoemde varianten:  
- de Nadanian-variant in de Grünfeld-Indische verdediging: 1.d4 Pf6 2.c4 g6 3.Pc3 d5 4.cxd5 Pxd5 5.Pa4[50][51] (diagram)
- de Nadanian-aanval in de damepionopening: 1.d4 Pf6 2.Pf3 h6 3.c4 g5[52][53]

De eerstgenoemde variant werd gebruikt door veel sterke grootmeesters, waaronder Kortsjnoj, Maxime Vachier-Lagrave, Bu Xiangzhi, Rjazantsev, Browne, Lputian, Rowson, Andrei Kharlov, Lalic en Igor Lysyj; de andere variant kent geen grote populariteit.
Door John Donaldson wordt hij omschreven als een altijd inventieve bron van nieuwe ideeën. De volgende opmerkelijke innovaties zijn van hem afkomstig:  
- 1.d4 d5 2.c4 e6 3.Pc3 Le7 4.Pf3 Pf6 5.Lf4 0–0 6.e3 c5 7.dxc5 Lxc5 8.Dc2 Pc6 9.a3 Da5 10.Ta2[55]
- 1.d4 Pf6 2.c4 e6 3.Pf3 b6 4.g3 La6 5.b3 Lb4+ 6.Ld2 Le7 7.Lg2 c6 8.Lc3 d5 9.Pe5 Pfd7 10.Pd3[56]
- 1.c4 e5 2.Pc3 Pf6 3.Pf3 Pc6 4.g3 e4 5.Pg5 Pg4[57]
- 1.Pf3 c5 2.c4 Pc6 3.Pc3 e5 4.e3 Pf6 5.d4 e4 6.d5 exf3 7.dxc6 bxc6 8.e4. Aronian, die dit nieuwtje speelde tegen Fabiano Caruana in Stavanger in 2012 en op zet 19 een pion won, zei na de partij dat deze zet afkomstig was van zijn secondant Ashot Nadanian.[58]

Nadanian heeft aan veel schaakpublicaties bijdragen met partij-analyses, onder meer voor Chess Informant, New In Chess Yearbook, Europe Échecs, 64, Kaissiber en Szachy Chess.  Hij was columnist voor de website Chessville.com. en schreef ook bijdrages voor ChessBase en voor de website van de Armeense Schaakacademie.
Volgens de Russische GM Igor Zaitsev is Nadanian een van de meest diepgaande onderzoekers van de opening.

## Schaakcoach en secondant
Nadat Nadanian in 1994 eindexamen deed aan het Armeense Staatsinstituut voor Fysieke Cultuur en Sport, werd hij schaaktrainer. Op 26-jarige leeftijd werd hij de jongste Geëerde Coach van Armenië. Tot zijn studenten behoren de GMs Gabriel Sargissian, Varuzhan Akobian en Davit G. Petrosjan. Bij gelegenheid hielp hij ook GM Tigran L. Petrosjan.
Van december 1999 tot augustus 2001 trainde Nadanian het nationale team van Koeweit. Van 2005 tot 2010 was hij de coach van het nationale herenteam van Singapore. Hij coachte daar ook de latere grootmeester Daniel Fernandez.
In 2007 verkreeg Nadanian de titel FIDE Trainer. Sinds 2017 is hij FIDE Senior Trainer (FST), het hoogst mogelijke niveau als schaaktrainer.
Op de website "Full English Breakfast" (thefeb.com, podcast #7 Part 1) wordt  Nadanian door Levon Aronian genoemd als vriend en secondant. In 2011 had Nadanian geen gelegenheid om Aronian te vergezellen naar het  Tata Steel-toernooi, maar hielden ze dagelijks online contact. 
Tijdens de gehele maand februari 2011 organiseerde Nadanian, samen met een team bestaande uit vijf grootmeesters, Wang Hao, Sergei Movsesian, Gabriel Sargissian, Arman Pashikian en Hrant Melkumyan, een trainingskamp in Tsachkadzor, om Aronian te helpen bij de voorbereiding op het kandidatentoernooi voor het wereldkampioenschap in 2012. Aronian merkte hierover op: "Ik heb veel schakers in mijn team, maar Ashot Nadanian is onvervangbaar. Naast zijn inhoudelijke werk managet hij het totale proces, en verzorgt ook de planning van de training-sessies."
Tijdens het Tata Steel-toernooi van 2012 in Wijk aan Zee werd Nadanian door Aronian aangeduid als zijn permanente assistent.
Nadanian merkte in een interview op dat een vrolijke gebeurtenis in zijn leven was: de afsluiting van de 37e Schaakolympiade in 2006 in Turijn, toen zijn student Sargissian Olympisch kampioen werd met het Armeense team en zijn andere student Akobian de bronzen medaille won met het team van de VS. In 2008, bij de 38e Schaakolympiade in Dresden herhaalde dit zich: Sargissian won een gouden medaille met zijn team en Akobian won de bronzen medaille met zijn team.

## Persoonlijk leven

### Andere schaakactiviteiten en hobby's
Een van Nadanians hobby's, naast lezen, het bijwonen van piano-uitvoeringen en het schrijven van aforismes, is het maken van schaakcomposities. Zijn eerste probleem verscheen in 1986 en sindsdien maakte hij ongeveer vijftig studies en problemen, waarvan hij er zelf slechts 10 of 12 als goed beschouwt. Bijzonder interessant vindt hij problemen waarbij in de uiteindelijk bereikte stelling wit wint met uitsluitend een koning en paarden. Twee paarden kunnen tegen een 'koning alleen' schaakmat forceren, met uitzondering van enkele gevallen waarin de verdedigende partij ook nog een of meer pionnen of andere stukken heeft. Zie ook het diagram met Nadanians probleem met zeven paarden. In december 2009 publiceerde ChessBase drie van Nadanians puzzels met thet thema "paarden", en noemde hem "een hippofiele probleemcomponist".
Nadanian is een verzamelaar van schaakboeken, zijn bibliotheek omvat meer dan 1000 exemplaren.
Hij speelt ook correspondentieschaak.

### Familie
Nadanian woont in Jerevan (Armenië). In 1999 trouwde hij met Evelina Zakharian, ze hebben een dochter (geboren in 2004 in Moskou) en een zoon (geboren in 2010 in Singapore). Toen hem in een interview werd gevraagd of het vaderschap zijn schaakcarrière negatief zou kunnen beïnvloeden antwoordde Nadanian dat hij nooit spijt zou hebben, zelfs als dat het geval zou zijn, omdat zijn kinderen belangrijker voor hem zijn dan al zijn schaakresultaten bij elkaar.

### Contacten
Nadanian meldde dat hij goede contacten onderhoudt met ongeveer alle Armeense topspelers, maar de nauwste contacten zijn er met Levon Aronian, Gabriel Sargissian, Ara Minasian, Varuzhan Akobian en Andranik Matikozian. 

## Partijen

### Nadanian vs. Sakaev, ICC 2001
De volgende blitzpartij werd gespeeld via Internet Chess Club server in 2001, door Nadanian met wit en de voormalige kampioen van Rusland Konstantin Sakaev met zwart. De partij was genoteerd door Tibor Karolyi in zijn boek uit 2009 Genius in the Background en door Lubomir Kavalek (op 4 januari 2010) in The Washington Post:
1. d4 Pf6 2. c4 g6 3. Pc3 d5 4. cxd5 Pxd5 5. Pa4 De Nadanian openingsvariant. Wit verhindert c7–c5 en dreigt 6.e4. 5... Lg7 6. e4 Pb6 7. Le3 0-0 8. Pf3 f5?! Dit verzwakt de koningsvleugel. 9. exf5 gxf5 10. Pxb6 axb6 11. Lc4+ Kh8?! Ook dit is een fout; 11...e6 is correct. 12. Pg5! Opent de diagonaal voor de koningin om de h-lijn te kunnen bereiken. 12... De8 (diagram) 13. Lf7!! Hierdoor kan de witte dame gaan bijdragen aan de aanval. 13... Txf7 14. Dh5 Kg8 Na 14... Lf6 15.Pxf7+ Kg7 16.Dh6+! Kxf7 17.Dh5+ Kf8 18.Lh6+ wint wit. 15. Dxh7+ Kf8 16. Pe6+!! Karolyi noemt dit een meedogenloze zet. 16... Lxe6 17. Lh6! (diagram) Zwart heeft geen verdediging tegen 18.Dh8 schaakmat.
In 2012 gaf de VS schaakmeester Frederick Rhine deze partij door aan Chessgames.com en schreef (vertaald): "A glorieuze combinatie! Aan het slot staat zwart twee stukken voor en heeft een wagonlading stukken om zijn koning geclusterd staan. Wit voert een aanval uit met slechts twee stukken. Echter, de stukken van zwart staan elkaar in de weg en zwart staat machteloos tegenover mat op de achterste lijn met 18.Dh8. Bijvoorbeeld op 17... Lxh6 (zwart staat nu drie stukken voor) volgt 18.Dh8. Merk op dat zwart gewonnen zou staan als een bijna willekeurig zwart stuk op de koningsvleugel zich op een ander veld zou bevinden."
Karolyi beschouwt deze partij als een goed voorbeeld van Ashot's aanvallende kwaliteiten."

### Wu Shaobin vs. Nadanian, Singapore 2006
De volgende partij werd gespeeld tussen voormalig lid van het Chinese team bij de Schaakolympiade GM Wu Shaobin (wit) en Nadanian (zwart) op het toernooi in Singapore in 2006:  
1. d4 Pf6 2. c4 e5 3. dxe5 Pg4 4. Pf3 Lc5 5. e3 Pc6 6. Le2 Pcxe5 7. Pxe5 Pxe5 8. 0-0 0-0 9. b3 Te8 10. Lb2 a5 Een bekend plan in deze stelling, geïntroduceerd door Internationaal Meester (IM) Dolfi Drimer (1934–2014) in 1968, waarmee zwart de toren op a8 ontwikkelt via de zesde lijn, gebruikmakend van de manoeuvre Ta8–a6–h6 uit het Boedapestgambiet. Nadanian noemt de pion-opmars a7–a5 "de essentie van het Boedapestgambiet". 11. Pc3 Ta6 12. Pe4 La7 13. Pg3 Dh4 14. Pf5 Dg5!? Dit was een nieuwtje. Tot dan speelde men 14... De4. 15. Pd4 Tg6 16. g3 d5?! 18... Dh6 was sterker. 17. cxd5? Wit had hier 17.Pb5! moeten spelen. 17... Lh3! 18. Te1 Pg4 19. Pf3 Dxe3! Karolyi schrijft dat dit agressie en inventiviteit toont die doet denken aan Kasparov. 20. Ld4 Dxf2+!! 21. Lxf2 Lxf2+ 22. Kh1 Lb6 23. Db1? Wit had moeten verdedigen met 23.Tf1! Na 23... Pe3 24.Dd3 Lg2+ 25.Kg1 Lh3 kan wit zetten herhalen met 26.Kh1, of 26.Pd4 proberen. 23... Pf2+ 24. Kg1 Tf6! Zwart heeft tijd om de druk op te hogen. 25. b4! Na 25.Dc2? volgt 25... Pg4+ 26.Kh1 Lg2+! en damewinst. 25... a4! Maar niet 25... Txf3? 26.bxa5 26. Pg5 Pg4+! 27. Kh1 (diagram) Lg2+!! "Dit is een heerlijke zet, en het moet geweldig zijn geweest om deze op het bord uit te voeren." (Karolyi). 28. Kxg2 Tf2+ 29. Kh3 Txh2+ 30. Kxg4 h5+ 31. Kf4 Le3+ (0–1) (diagram)